# Dein Lied
Dein Lied ist ein Lied des deutschen Popsängers Laith Al-Deen aus dem Jahr 2002.

## Entstehung und Veröffentlichung
Das Lied wurde vom Interpreten selbst, zusammen mit Stevie B-Zet, Ralf Hildenbeutel und Matthias Hoffmann (A.C. Boutsen), geschrieben beziehungsweise komponiert. Für die Produktion zeichnete das Offenbacher Produzententeam Schallbau verantwortlich.
Die Erstveröffentlichung von Dein Lied erfolgte als Single am 22. April 2002. Am 6. Mai 2002 erschien das Lied als Teil von Laith Al-Deens zweiten Studioalbum Melomanie. Das dazugehörige Musikvideo wurde im Juni 2015 offiziell auf YouTube hochgeladen und zählte bis September 2023 über 2,3 Millionen Menschen Aufrufe.

## Charts und Chartplatzierung
| ChartsChartplatzierungen | Höchstplatzierung | Wochen |
| ------------------------ | ----------------- | ------ |
| Deutschland (GfK)        | 26 (20 Wo.)       | 20     |

| ChartsJahrescharts (2002) | Platzierung |
| ------------------------- | ----------- |
| Deutschland (GfK)         | 90          |

## Coverversionen (Auswahl)
- 2011: Adoro (Album: Liebe meines Lebens)[7]
- 2015: Gregor Meyle (Album: Meylensteine)[8]